# گوردون (تگزاس)
گوردون، تگزاس(به انگلیسی: Gordon, Texas) شهری در ایالت تگزاس از ایالات جنوبی ایالات متحده آمریکا است. در سرشماری سال ۲۰۰۰، جمعیت این شهر ۴۵۱ نفر اعلام شد.